# Sân bay Jungseok
Sân bay Jeongseok (IATA: JDG, ICAO: RKPD) là sân bay nhỏ nằm ở Jeongseok/Jungseok,  tỉnh Jeju ở Hàn Quốc.